# Lijst van rijksmonumenten in Cornjum
De plaats Cornjum telt 11 inschrijvingen in het rijksmonumentenregister. Hieronder een overzicht. 
| Object                                                                      | Oorspronkelijke functie?  | Bouwjaar                                                                                                  | Architect           | Locatie             | Coördinaten?                  | Nr.?   | Afbeelding                              |
| --------------------------------------------------------------------------- | ------------------------- | --- | ------------------- | ------------------- | ----------------------------- | ------ | --------------------------------------- |
| Nicolaaskerk (hervormde kerk)                                               | Kerk en kerkonderdeel     | 1873 | F. Brouwer          | De Wier 7           | 53° 14' 36" NB, 5° 46' 57" OL | 515445 | Meer afbeeldingen                       |
| Hervormde kerk, toegangshek van kerkhof                                     | Erfscheiding              | verm. ca. 1873                                                                                            |                     | bij De Wier 7       | 53° 14' 36" NB, 5° 46' 58" OL | 515446 | Hervormde kerk, toegangshek van kerkhof |
| Hervormde kerk, baarhuisje op kerkhof                                       | Begraafplaats en -onderdl | tussen 1875 en 1925                                                                                       |                     | bij De Wier 7       | 53° 14' 36" NB, 5° 46' 57" OL | 515447 | Hervormde kerk, baarhuisje op kerkhof   |
| Martenastate, hoofdgebouw                                                   | Kasteel, buitenplaats     | 1899-1900                                                                                                 | W.C. de Groot       | Swarte Singel 2     | 53° 14' 39" NB, 5° 47' 1" OL  | 524383 | Meer afbeeldingen                       |
| Martenastate, tuin en park                                                  | Tuin, park en plantsoen   | 19e eeuw 1912 (herinr.) 1972 (herinr.)                                                                    | onbekend            | bij Swarte Singel 2 | 53° 14' 40" NB, 5° 47' 2" OL  | 524384 | Meer afbeeldingen                       |
| Martenastate, toegangspoorten                                               | Tuin, park en plantsoen   | grote poort: oorspr. 1620, in 1955 op huidige locatie gereconstrueerd kleine poort: 17e eeuw (omlijsting) | J. Dyonisius (1620) | bij Swarte Singel 2 | 53° 14' 40" NB, 5° 47' 2" OL  | 524385 | Meer afbeeldingen                       |
| Martenastate, koetshuis                                                     | Bijgebouwen kastelen enz. | mog. 18e eeuw 1925 (verb.)                                                                                |                     | Martenawei 1        | 53° 14' 39" NB, 5° 47' 1" OL  | 524386 | Meer afbeeldingen                       |
| Martenastate, tuinmanswoning                                                | Bijgebouwen kastelen enz. | 19e eeuw                                                                                                  |                     | Martenawei 2        | 53° 14' 39" NB, 5° 47' 1" OL  | 524387 | Meer afbeeldingen                       |
| Martenastate, hekpalen en tuinornamenten                                    | Tuin, park en plantsoen   | verm. late 17e eeuw (ornamenten)                                                                          |                     | bij Swarte Singel 2 | 53° 14' 40" NB, 5° 47' 2" OL  | 524388 | Meer afbeeldingen                       |
| Martenastate, toegangshekken                                                | Tuin, park en plantsoen   | verm. ca. 1912                                                                                            |                     | bij Swarte Singel 2 | 53° 14' 40" NB, 5° 47' 2" OL  | 524389 | Meer afbeeldingen                       |
| Martenastate, grafheuvel (familiebegraafplaats Van Burmania) en dam met hek | Tuin, park en plantsoen   | 1809 |                     | bij Swarte Singel 2 | 53° 14' 40" NB, 5° 47' 2" OL  | 524391 | Meer afbeeldingen                       |